# Adenissus riadicus
Adenissus riadicus är en insektsart som beskrevs av Dlabola 1985. Adenissus riadicus ingår i släktet Adenissus och familjen Caliscelidae. Inga underarter finns listade i Catalogue of Life.